# Rørsangere
Acrocephalidae er en familie af fugle, der tilhører gruppen af sangere. De omkring 53 arter er udbredt i Eurasien og Afrika samt på øer i det Indiske Ocean og Stillehavet.

## Slægter
Familien Acrocephalidae opdeles i fem slægter:
- Nesillas (4 arter, fx madagaskarsanger)
- Acrocephalus (37 arter, fx rørsanger)
- Iduna (7 arter, fx afrikansk gulbug)
- Calamonastides (1 art, tyndnæbbet gulbug)
- Hippolais (4 arter, fx gulbug)